# Michael Dingsdag
Michael Dingsdag est un footballeur néerlandais, né le 18 octobre 1982 à Amsterdam aux Pays-Bas. Il évolue depuis 2010 au FC Sion en Suisse, où il occupe le poste de défenseur et milieu de terrain.
Le 13 mai 2013 il est évincé du groupe professionnel du FC Sion pour se retrouver dans un groupe de « bannis » ne disputant plus de matchs officiels. Les raisons de son éviction ne sont pas établies mais sembleraient liées au tempérament caractériel du joueur.

## Carrière
| Saison                | Club                    | Championnat           | Championnat | Championnat | Coupe(s) nationale(s) | Coupe(s) nationale(s) | Compétition(s) continentale(s) | Compétition(s) continentale(s) | Compétition(s) continentale(s) | Total | Total |
| Saison                | Club                    | Division              | M.          | B.          | M.                    | B.                    | Comp.                          | M.                             | B.                             | M.    | B.    |
| 2001 - 2002           | Vitesse Arnhem          | Eredivisie            | 3           | 0           | -                     | -                     | -                              | -                              | -                              | 3     | 0     |
| 2002 - 2003           | Vitesse Arnhem          | Eredivisie            | 11          | 0           | 2                     | 0                     | C3                             | 2                              | 0                              | 15    | 0     |
| 2003 - 2004           | Vitesse Arnhem          | Eredivisie            | 13          | 1           | 3                     | 1                     | -                              | -                              | -                              | 16    | 2     |
| 2004 - 2005           | Vitesse Arnhem          | Eredivisie            | 30          | 1           | 3                     | 0                     | -                              | -                              | -                              | 33    | 1     |
| 2005 - 2006           | Vitesse Arnhem          | Eredivisie            | 33          | 1           | 4                     | 1                     | -                              | -                              | -                              | 37    | 2     |
| Sous-total            | Sous-total              | Sous-total            | 90          | 3           | 12                    | 2                     | -                              | 2                              | 0                              | 104   | 5     |
| 2006 - 2007           | SC Heerenveen           | Eredivisie            | 34          | 0           | 2                     | 0                     | C3                             | 5                              | 0                              | 41    | 0     |
| 2007 - 2008           | SC Heerenveen           | Eredivisie            | 32          | 1           | 6                     | 0                     | C3                             | 2                              | 0                              | 40    | 1     |
| 2008 - 2009           | SC Heerenveen           | Eredivisie            | 31          | 1           | 5                     | 0                     | C3                             | 6                              | 0                              | 42    | 1     |
| 2009 - 2010           | SC Heerenveen           | Eredivisie            | 20          | 0           | 1                     | 0                     | C3                             | 6                              | 1                              | 27    | 1     |
| Sous-total            | Sous-total              | Sous-total            | 117         | 2           | 14                    | 0                     | -                              | 19                             | 1                              | 150   | 3     |
| 2010 - 2011           | FC Sion                 | Super League          | 34          | 1           | 6                     | 0                     | -                              | -                              | -                              | 40    | 1     |
| 2011 - 2012           | FC Sion                 | Super League          | 32          | 0           | 5                     | 1                     | C3                             | 2                              | 0                              | 39    | 1     |
| 2012 - 2013           | FC Sion                 | Super League          | 29          | 1           | 5                     | 0                     | -                              | -                              | -                              | 34    | 1     |
| Sous-total            | Sous-total              | Sous-total            | 95          | 2           | 16                    | 1                     | -                              | 2                              | 0                              | 113   | 3     |
| 2013 - 2014           | Grasshopper Club Zurich | Super League          | 20          | 0           | 2                     | 0                     | -                              | -                              | -                              | 22    | 0     |
| 2014 - 2015           | Grasshopper Club Zurich | Super League          | 28          | 1           | 3                     | 0                     | C1                             | 1                              | 0                              | 32    | 1     |
| Sous-total            | Sous-total              | Sous-total            | 48          | 1           | 5                     | 0                     | -                              | 1                              | 0                              | 54    | 1     |
| 2015 - 2016           | NAC Breda               | Eerste Divisie        | 22          | 0           | 4                     | 0                     | -                              | -                              | -                              | 26    | 0     |
| Sous-total            | Sous-total              | Sous-total            | 22          | 0           | 4                     | 0                     | -                              | 0                              | 0                              | 26    | 0     |
| Total sur la carrière | Total sur la carrière   | Total sur la carrière | 372         | 8           | 51                    | 3                     | -                              | 24                             | 1                              | 447   | 12    |

## Palmarès
SC Heerenveen
- Vainqueur de la Coupe des Pays-Bas : 2009

 FC Sion
- Vainqueur de la Coupe de Suisse : 2011